# Niech no tylko zakwitną jabłonie (piosenka)
Niech no tylko zakwitną jabłonie – polska piosenka autorstwa Jerzego Afanasjewa (słowa) i Janusza Hajduna (muzyka); szlagier z repertuaru Haliny Kunickiej. Utwór tytułowy w widowisku muzycznym z 1964 roku według scenariusza Agnieszki Osieckiej.
W 1970 roku na Międzynarodowym Festiwalu Piosenki w Sopocie Halina Kunicka zdobyła za wykonanie tej piosenki nagrodę publiczności.